# Lừa đảo môi giới bán xe
Lừa đảo môi giới bán xe là hoạt động lừa đảo của những người tiếp cận chủ sở hữu xe đăng bán xe của họ trên các trang bán xe và hứa hẹn dối trá rằng sẽ tìm được người mua cho họ để đổi lấy một khoản phí trả trước một lần. Tuy nhiên, trong hầu hết các trường hợp, đại lý lấy phí nhưng không có người mua nào được tìm thấy.
Tại Vương quốc Anh, lừa đảo môi giới xe được liệt kê bởi AA là một trong những loại lừa đảo được sử dụng phổ biến nhất. Theo Peter Stratton của Học viện Tiêu chuẩn Thương mại, áp lực phải bán cao cùng với việc gọi ngẫu nhiên khiến cho việc lừa đảo này thành công thường khiến người tiêu dùng có ít cơ hội được bồi thường.
Theo Văn phòng Thương mại Công bằng (OFT) người tiêu dùng ở Anh, mất gần 3 triệu bảng mỗi năm do xe cộ. Trong năm 2009, OFT, cảnh sát, tiêu chuẩn thương mại và ngành công nghiệp xe hơi đã đồng ý hợp tác để thúc đẩy nghiệp vụ.
Một số vụ bê bối môi giới bán xe hơi khét tiếng đã được báo chí Anh đưa tin. Vehicle Seller và Vehicle Match, hai công ty liên kết với Kieran Cassidy và mô tả là "một trong những kẻ phạm tội tồi tệ nhất" được phanh phui bởi Daily Mirror và Mail on Sunday giữa năm 2008 và 2009. Vào tháng 10 năm 2010, Kieran Cassidy đã bị tước quyền giám đốc 11 năm vì vai trò của mình ở Vehicle Seller và Vehicle Match. Express Match và Vehicle Searcher, hai công ty liên kết với Emmanuel Nwokedi, đã được Guardian phanh phui vào năm 2008.
Consumer Direct
 và AA đưa ra lời khuyên cho những người nghĩ rằng họ có thể là nạn nhân của việc môi giới bán xe.